# تویتلبن
تویتلبن (به آلمانی: Teutleben) یک منطقهٔ مسکونی در آلمان است که در هورزل واقع شده‌است. تویتلبن ۳۵۶ نفر جمعیت دارد.